# J. Frank Allee
James Frank Allee, född 2 december 1857 i Dover, Delaware, död 12 oktober 1938 i Dover, Delaware, var en amerikansk republikansk politiker. Han representerade delstaten Delaware i USA:s senat 1903-1907.
Allees far var juvelerare och urmakare. J. Frank Allee lärde båda yrken från fadern och familjens affärsverksamhet genomgick ett lyckat generationsskifte.
Allee var ledamot av delstatens senat 1899-1903. Under tiden blev Delaware helt utan representation i USA:s senat. Först lyckades delstatens lagstiftande församling inte med att välja en efterträdare åt George Gray år 1899 och samma dödläge uppstod då Richard R. Kenneys mandatperiod löpte ut år 1901. Den 2 mars 1903 valdes slutligen Allee och L. Heisler Ball till senaten. Allee tillträdde omedelbart, medan kollegan, som var ledamot av USA:s representanthus, satt sin mandatperiod ut och tillträdde två dagar senare som senator för Delaware. Allee var en anhängare av J. Edward Addicks som med sin kompromisslösa hålling hade varit med om att förorsaka dödläget. Valet av Allee var trots allt en kompromiss som Addicks kunde gå med på då han inte själv kunde bli invald i senaten. Under Allees tid i senaten förlorade industrimagnaten Addicks sin förmögenhet och Allee i sin tur förlorade sin politiska bas. Han efterträddes 1907 som senator av Harry A. Richardson.